# Quốc gia Thập tự chinh

Bản đồ phía đông Địa Trung Hải năm 1135. Các quốc gia thập tự chinh Frankish được biểu thị bằng chữ thập đỏ. Công quốc của Armenia Cilicia nằm dưới sự cai trị của Armenia. Phần còn lại của Đế quốc Byzantine có thể nhìn thấy ở phía tây; Đế chế Seljuk và Fatimid Ai Cập được thể hiện bằng màu xanh lá cây.

Quốc gia Thập tự chinh hay Nhà nước Thập tự chinh là các quốc gia Kitô giáo phong kiến ở Đông Địa Trung Hải. Các quốc gia này được thành lập vào cuối thế kỷ 11 và đầu thế kỷ 12 như là kết quả của cuộc Thập tự chinh thứ nhất. Những quốc gia ở Levant cũng được các nhà sử học biết đến với thuật ngữ Outremer từ cụm từ tiếng Pháp outre-mer  hoặc "vùng đất bên kia biển". Sự hiện diện vẫn còn tồn tại trong khu vực này dưới một hình thức nào đó cho đến khi Acre sụp đổ vào năm 1291, đã dẫn đến sự mất mát nhanh chóng của những vùng đất cuối cùng còn lại. Cuộc thập tự chinh được Giáo hoàng Urban II tại Hội đồng Clermont tuyên bố năm 1095. Ông khuyến khích hỗ trợ quân sự cho Hoàng đế Byzantine Alexios I chống lại  Seljuk người Thổ và một cuộc hành hương vũ trang đến Jerusalem. Lời kêu gọi này đã nhận được một phản ứng nhiệt tình ở Tây Âu trên tất cả các tầng lớp xã hội. Chiến dịch này và sau đó, đã thiết lập bốn quốc gia thập tự chinh ở Cận Đông: Bá quốc Edessa; Công quốc Antioch; Vương quốc Jerusalem; và Bá quốc Tripoli.
Các quốc gia thập tự chinh là những xã hội biên cương với dân số Frank thiểu số cai trị dân số bản địa liên quan đến văn hóa với các cộng đồng lân cận. Các bang được phân tầng chính trị và pháp lý với những người Frank kiểm soát các mối quan hệ giữa các cộng đồng tự trị và dựa trên dân tộc. Xã hội bị chia rẽ giữa những người Frank và không Frank, không phải giữa Kitô giáo và Hồi giáo. Rất ít Franks có thể nói nhiều hơn tiếng Ả Rập cơ bản, thay vào đó dựa vào các phiên dịch viên và người đứng đầu bản địa. Tòa án bản địa đã quản lý các tranh chấp dân sự và tội phạm nhỏ với các tội nghiêm trọng hơn được xử lý bởi Frankish cour des bourgeois  hoặc tòa án của những kẻ ăn trộm, tên của Franks không cao quý. Có rất ít bằng chứng về sự đồng hóa. Khảo cổ học là độc quyền về văn hóa và bằng chứng bằng văn bản cho thấy sự phân chia tôn giáo sâu sắc. Sự khác biệt lớn về địa vị và sự giàu có tồn tại giữa cư dân thành thị và nông thôn: Kitô hữu bản địa có thể có địa vị cao hơn và có được sự giàu có thông qua thương mại và công nghiệp ở các thị trấn, nhưng rất ít người Hồi giáo sống ở thành thị. Dân số Hồi giáo và Kitô giáo bản địa có xu hướng tách ra hơn là hội nhập. Các cộng đồng Chính thống Hy Lạp đã tỏ ra kiên cường với nhiều người sống sót sau cuộc chinh phạt Ả Rập, do quân Thập tự chinh cai trị và trong nhiều thế kỷ sau khi các quốc gia thập tự chinh sụp đổ. Các cộng đồng bản địa khác bao gồm Kitô hữu Palestine, các thành viên nói tiếng Ả Rập của Nhà thờ Cơ đốc giáo Jacobite và Nhà thờ Maronite, người Armenia cũng như người Hồi giáo Sunni, Shia và Druze.
Rất ít phong cách nghệ thuật được bắt nguồn từ các quốc gia thập tự chinh. Một trong số đó là một kiến trúc quân sự thể hiện sự tổng hợp của các truyền thống châu Âu, Byzantine và Hồi giáo, bao gồm các đặc điểm thiết kế phương Đông như hồ chứa nước lớn và loại trừ các đặc điểm ngẫu nhiên như hào nước. Thiết kế nhà thờ ban đầu theo phong cách La Mã của Pháp. Việc xây dựng lại Holy Sepulcher vào thế kỷ 12 vẫn giữ lại một số chi tiết của Byzantine, nhưng đã thêm các vòm và nhà nguyện mới theo phong cách miền bắc nước Pháp, Aquitanian và Provençal. Trong điêu khắc ít dấu vết của một ảnh hưởng bản địa vẫn còn. Ngược lại, văn hóa thị giác thể hiện sự ảnh hưởng của các nghệ sĩ bản địa. Trang trí đền thờ, vẽ tranh và sản xuất bản thảo và áp dụng các phương pháp từ Byzantine và các nghệ sĩ bản địa và thực hành biểu tượng. Tượng đài và bảng vẽ, tranh khảm và chiếu sáng trong các bản thảo đã thông qua một phong cách bản địa. Khảm tường không được biết đến ở phía tây nhưng phổ biến ở các quốc gia thập tự chinh.